# Крекінг-установка у Йосу (LG)
Крекінг-установка у Йосу (LG) — складова частина нафтохімічного майданчика у південнокорейському портовому місті Йосу, який належить компанії LG Chem.
У 1991 році компанія LG ввела в експлуатацію піролізну установку в Йосу. Її потужність постійно нарощували, так, станом на початок наступного десятиліття вона могла продукувати 750 тисяч тонн етилену, в кінці 2000-х — 900 тисяч тонн, а ще через кілька років — вже 1 млн тонн. Планується продовжити цей процес і в майбутньому, в результаті чого у 2021 році потужність виробництва повинна зрости ще на 800 тисяч тонн олефінів (як етилену, так і пропілену, котрого наразі випускають 500 тисяч тонн).
Як сировину установка споживала переважно газовий бензин та біля 10 % зрідженого нафтового газу. Після модернізації 2014 року частка останнього зросла приблизно удвічі.
Станом на 2014 рік етилен споживали розташовані в Йосу виробництва поліетилену низької щільності (170 тисяч тонн), поліетилену високої щільності (380 тисяч тонн), мономеру вінілхлориду та діхлориду етилену (750 тисяч тонн та 280 тисяч тонн відповідно), мономеру стирену (505 тисяч тонн). Пропілен використовує завод фенолу та ацетону (575 та 355 тисяч тонн відповідно), виробництво акрилової кислоти (260 тисяч тонн) та напрямок спиртів, де зокрема продукується 55 тисяч тонн бутанолу і 100 тисяч тонн ізопропілового спирту.
Використання доволі важкої (як для нафтохімії) сировини дозволяє також випускати значну кількість фракції С4, з якої вилучають 155 тисяч тонн бутадієну. Ця ж фракція використовується для виробництва 50 тисяч тонн метилметакрилату.